# Molecular Plant Pathology
Molecular Plant Pathology (Patologia Molecular de les Plantes) és una revista científica publicada amb associació amb la British Society for Plant Pathology. Es va començar a publicar el gener del 2000. Té un factor d'impacte (impact factor) de 3,3 essent la 15a de la llista de totes les revistes científiques sobre plantes. Aquesta revista publica recerca original i recensions (reviews) respecte a la fitopatologia, en particular en els seus aspectes moleculars com són les interaccions planta-patogen.